# آرشي ميلر
آرشي ميلر (بالإنجليزية: Archie Miller)‏ (5 سبتمبر 1913 في المملكة المتحدة - 1 يناير 2006) هو مدرب كرة قدم ولاعب كرة قدم بريطاني (وحمل سابقاً جنسية المملكة المتحدة لبريطانيا العظمى وأيرلندا) في مركز نصف الجناح. شارك مع منتخب اسكتلندا لكرة القدم. أما مع النوادي، فقد لعب مع بلاكبيرن روفرز ونادي فالكيرك ونادي كارلايل يونايتد ونادي كيلمارنوك وهارت أوف ميدلوثيان ونادي ووركينغتون ورابطة كرة القدم الاسكتلندية الحادية عشر ‏.

## وصلات خارجية
- آرشي ميلر على موقع الاتحاد الإسكتلندي (الإنجليزية)
- آرشي ميلر على موقع قاعدة بيانات كرة القدم.إي يو (الإنجليزية)